# Apsilochorema nigrum
Apsilochorema nigrum är en nattsländeart som först beskrevs av Navás 1932.  Apsilochorema nigrum ingår i släktet Apsilochorema och familjen Hydrobiosidae. Inga underarter finns listade i Catalogue of Life.